# Nitzschenum

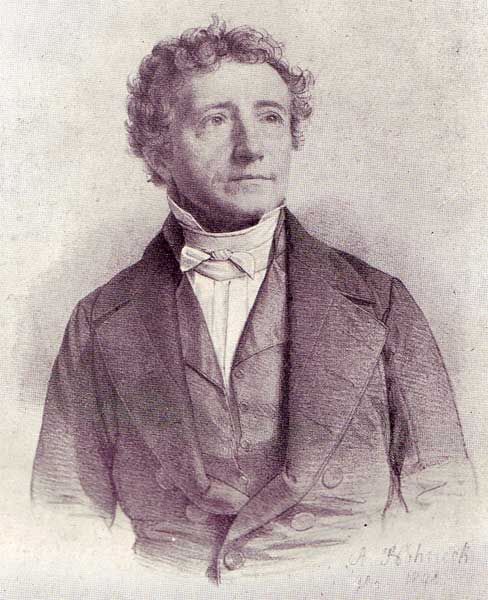
Carl Immanuel Nitzsch (1848)

Unter dem polemischen Namen Nitzschenum ist der Entwurf eines Bekenntnistextes bekannt, den der Vermittlungstheologe Carl Immanuel Nitzsch 1846 verfasst hatte.

## „Nitzschenum“ im Kontext
Das „Nitzschenum“ war Teil eines Gutachtens über ein erneuertes Ordinationsformular (Vorhaltung bei der Ordination). Nitzsch referierte darüber auf der außerordentlichen preußischen Generalsynode, die vom 2. Juni bis zum 29. August 1846 in der Kapelle des Berliner Schlosses tagte. Er war zu dieser Zeit Professor für Praktische und Systematische Theologie an der Universität Bonn.
Der Text wurde von den Synodalen kontrovers diskutiert, jedoch kam es darüber zu keiner Abstimmung. Die Plenumsabeit wurde unterbrochen; am 7. August 1846 legte die Kommission einen Neuentwurf des Ordinationsformulars vor, der wesentliche Teile von Nitzschs Text enthielt. Dieses Ordinationsformular wurde mit 48 Ja-Stimmen und 14 Nein-Stimmen angenommen.
Das sogenannte Nitzschenum war nicht, wie von den Gegnern behauptet, der Entwurf für ein neuartiges „Unionsbekenntnis“ in Preußen. Vielmehr war als „Grundlage für die Feststellung einer Lehrordnung“ ein Textcorpus vorgesehen, zu dem drei Teile gehörten:
1. das Ordinationsformular (mit „Nitzschenum“);
2. die Liste der in der preußischen Landeskirche geltenden Bekenntnistexte (Symbole);
3. ein ausführlicher Lehrkonsensus.

## Wortlaut
Nach dem amtlichen Protokoll hatte der von Nitzsch vorgetragene Bekenntnistext folgenden Wortlaut:
„… so bekenne sich der Diener am Worte 
zum Glauben an Gott den Vater, allmächtigen Schöpfer Himmels und der Erden,
und an Jesus Christus, seinen eingebornen Sohn,
der sich selbst entäußerte und Knechtsgestalt annahm
und als Prophet von Gott mächtig in That und Wort den Frieden verkündigt,
der um unsrer Sünde willen dahin gegeben und um unsrer Gerechtigkeit willen auferwecket [ist],
sich gesetzt hat zur Rechten Gottes und herrschet als Haupt der Gemeinde ewiglich;
und an den heiligen Geist, durch welchen wir Jesum einen Herrn heißen, und erkennen, was uns in ihm geschenkt ist,
der den Gläubigen bezeuget, daß sie Gottes Kinder sind, und ihnen das Pfand unvergänglichen Erbes wird, das behalten wird im Himmel.
Insbesondere bezeuge das evangelische Lehramt, daß wir nicht durch des Gesetzes Werke, sondern aus Gnaden selig werden durch den Glauben, der das Herz erneuert, und in der Liebe kräftig die Früchte des Geistes hervorbringt.“

## Reaktionen
Die (später als die „Confessionellen“ bekannte) Gruppe um Ernst Wilhelm Hengstenberg und seine Evangelische Kirchenzeitung war auf der Synode in der Minderheit; ihr Anliegen war es, dass die in Preußen geltenden Bekenntnistexte explizit festgeschrieben wurden – für sie stand die Confessio Augustana im Mittelpunkt. Ein „aus vielen historischen Stücken selbst zusammengesetztes Bekenntnis“, wie Nitzsch es eingebracht hatte, konnte für sie nicht Bekenntnisgrundlage der unierten Kirche sein.
Hengstenbergs Partei polemisierte heftig gegen die sogenannte „Räubersynode“, die ein „Nitzschenum“ an die Stelle des Nicaenums setzen wolle. Friedrich Wilhelm IV. war in seinen Erwartungen an die Synode enttäuscht, seine Regierung ließ die Beschlüsse unausgeführt.